# Álvaro Barco
Pour les articles homonymes, voir Barco (homonymie).
José Álvaro Barco Andrade, né le 27 juin 1967 à Lima au Pérou, est un footballeur international péruvien, qui évoluait au poste de défenseur.

## Biographie

### Carrière de joueur

#### Carrière en club
Álvaro Barco commence sa carrière de joueur en 1984 à l'Alianza Atlético de Sullana. Mais c'est avec l'Universitario de Deportes qu'il se distingue en remportant deux titres de champion du Pérou en 1990 et 1992.
Parti à l'étranger, il dispute 53 matchs en première division chilienne, inscrivant 5 buts, avec les clubs de Cobreloa et de Palestino. Il joue également 13 matchs en première division mexicaine avec l'équipe du Tampico Madero.
Au niveau international, il a disputé trois éditions de la Copa Libertadores en 1991 et 1996, avec l'Universitario de Deportes, et 1993, avec Cobreloa. Il compte 20 matchs joués en tout dans cette compétition.

#### Carrière en sélection
Avec l'équipe du Pérou, il joue 30 matchs, sans inscrire de but, entre le 28 janvier 1986 et le 19 janvier 1997. Il participe notamment aux Copa América de 1991 au Chili et 1993 en Équateur. Il est quart-de-finaliste de cette compétition en 1993.
Il joue également six matchs comptant pour les éliminatoires du mondial 1994.

### Après-carrière
Álvaro Barco reste dans le milieu du football. Il est directeur sportif à l'Universitario de Deportes en 2001 puis à l'Universidad San Martín de Porres de 2005 à 2023.

## Palmarès
Universitario
- Championnat du Pérou (2) :
  - Champion : 1990 et 1992.